# 카지 유우키
카지 유우키(일본어: 梶裕貴, 1985년 9월 3일 ~ )는 일본의 남자 성우다. VIMS 소속이다.

## 수상 경력
- 2001년 아트비전 부속 양성소 일본 나레이션 연기연구소의 제 17기 무료 신인 육성 오디션에 특별우대생으로 합격[1]
- 2003년 10월 포니캐년 『VS 오디션 2003』 파이널리스트상
- 2009년 3월 7일 제3회 성우 어워드 신인상
- 2012년 4월 18일 패미통 어워드 2011 남성 캐릭터 보이스상
- 2013년 3월 1일 제7회 성우 어워드 남우주연상
- 2013년 3월 23일 제12회 도쿄 애니메이션 어워드 개인 부문 성우상
- 2013년 5월 10일 제35회 아니메쥬 애니메이션 그랑프리 성우 부문 그랑프리
- 2014년 3월 1일 제8회 성우 어워드 남우주연상 (2년 연속 수상)
- 2014년 5월 10일 제36회 아니메쥬 애니메이션 그랑프리 성우 부문 그랑프리 (2년 연속 수상)
- 2014년 10월 11일 뉴타입 애니메이션 어워드 2014 남자성우상
- 2015년 4월 22일 패미통 어워드 2014 캐릭터 보이스상

## 출연작품
※ 주연은 굵게 표시

### 애니메이션

#### TV 애니메이션
2006년
- 금색의 코르다 〜primo passo〜 - 보통과 남자, 학생
- 몬스터지오 - 텐킨구 모쿠제키
- 소년 음양사 - 요괴, 코타
- 신비한 별의 쌍둥이 공주 꼬옥! - 과학부원C, 펜싱부원A, 놀이공원 직원, 키프네
- 오란고교 호스트부 - 우쿄우 치카게
- 키라링☆레볼루션 - 마츠시마 타카시, 타모츠

2007년
- 기신대전 기간틱 포뮬러 - 하비 아나야
- 나이트 위저드 - 롱기누스
- 푸루룽! 시즈쿠쨩 - 우미히코군
- 엘 카자드 - 청년B
- 오버 드라이브 - 시노자키 미코토
- 월면토병기 미나 - 캐처
- 창천의 권 - 소년 타이엔
- 포테마요 - 남자A

2008년
- 노라미미2 - 타로
- 메이저 4기 - 크리스
- 벚꽃사중주 - 히이즈미 아키나
- 푸루룽! 시즈쿠쨩 아핫☆ - 우미히코군
- 스티치 - 톤보
- 오늘부터 마왕 3기 - 측근
- 이나즈마 일레븐 - 이치노세 카즈야, 후도 아키오, 히트, 쟝루카 저날디, 야스나가 히데츠구, 키소쿠 준, 미나비야 잇킨, 카사야마 소우, 코마(코마자와 쿄우마), 토구치 마사히로, 나셀 무타스파, 게리 링크스, 베르디오 즈메랄도, 로베르트 토레스, 불량B, 폭스, 류 스케일 외
- 타임보칸 시리즈 얏타맨 리메이크 - 신랑
- 흑집사 - 피니안
- 히다마리 스케치X365 - 남학생
- D.C. 다카포 II 세컨드 시즌 - 학생

2009년
- 미라클☆트레인 - 시오도메 이쿠
- 아라드 전기~슬랩 업 파티~ - 포킨

2010년
- 듀라라라!! - 유마사키 워커, 황건적Y
- 로빈군과 100인의 친구 - 필립, 프랭크, 라이언
- 바쿠간 배틀 브롤러즈 New Vestroia - 거스 그라브
- 배틀 스피리츠 소년격패 단 - 젊은 불스톰
- 소녀요괴 자쿠로 - 하나키리 간류
- 오오카미씨와 7명의 동료들 - 남학생, 네코미야 사부로
- 크게 휘두르며 여름대회편 - 아베 슌
- 페어리 테일 - 리온 바스티아
- 흑집사 2기 - 피니안
- SD 건담 삼국전 Brave Battle Warriors - 유비 건담
- STAR DRIVER 빛의 타쿠토 - 타쿠미 타케오(소드 스타)

2011년
- 골판지 전기 - 하이바라 유우야
- 길티 크라운 - 오우마 슈
- 꽃이 피는 첫걸음 - 타네무라 코우이치
- 너와 나 - 아키라
- 데드맨 원더랜드 - 타카미 요우
- 로큐브! - 하세가와 스바루
- C³ -시큐브- - 야치 하루아키
- 쓰리몬 2기 - 오가타 이치로타
- 이나즈마 일레븐 GO - 미나미사와 아츠시, 사키사카 사토루, 요미야 사토시, 히가시 킨야, 후도 아키오
- 청의 엑소시스트 - 미와 코네코마루, 구풍
- NO. 6 - 시온
- UN-GO - 자칭 소설가

2012년
- 골판지 전기 W - 하이바라 유우야
- 기동전사 건담 AGE - 마실 보이드, 레오 루이스
- 남자 고교생의 일상 - 안경
- 너와 나 2기 - 아키라
- 마기 ~The labyrinth of magic~ - 알리바바 사르쟈
- 바쿠만 3기 - 코스기
- 사랑한다고 말해 - 하야카와 카케루
- 수수께끼 그녀 X - 우에노 코헤이
- 신세계에서 -아사히나 사토루(14세~)
- 아쿠에리온 EVOL - 아마타 소라
- 액셀 월드 - 아리타 하루유키
- 이나즈마 일레븐 GO 2: 크로노 스톤 - 오키타 소지
- 작안의 샤나 3기 - 사우스바레이
- 초역 백인일수 우타코이 - 후지와라노 사다이에
- 포켓몬스터 베스트위시 시즌2 - 바질
- 하이스쿨 D×D - 효도 잇세이
- 익시온 사가 DT - 바리아시온
- K - 토츠카 타타라
- LUPIN the Third -미네 후지코라는 여자- - 오스카/이졸데 브라하

2013년
- 갈릴레이 돈나 - 갈릴레오 갈릴레이
- 기교소녀는 상처받지 않아 - 펠릭스 킹스포트
- 로큐브! SS - 하세가와 스바루
- 마기 ~The kingdom of magic~ - 알리바바 사르쟈
- 마오유우 마왕용사 - 귀족 자제
- 벚꽃사중주 ~꽃의 노래~ - 히이즈미 아키나
- 변태왕자와 웃지 않는 고양이 - 요코데라 요우토
- 블러드 래드 - 하이드라 넬
- 이나즈마 일레븐 GO 3: 갤럭시 - 후도 아키오, 미나미사와 아츠시
- 절원의 템페스트 - 하네무라 메구무
- 진격의 거인 1기 - 에렌 예거
- 포켓몬스터 뮤츠 ~각성으로의 서장~ - 바질
- 포켓몬스터 XY - 시트론'
- 하이스쿨 D×D NEW - 효도 잇세이
- 혁명기 발브레이브 - 쿠피어
- 화이트 앨범 2 - 오기소 타카히로
- BROTHERS CONFLICT - 아사히나 와타루
- DIABOLIK LOVERS - 사카마키 카나토

2014년
- 4월은 너의 거짓말 - 아이자 타케시
- 겁쟁이 페달 - 아리마루 슌야
- 날아라! 호빵맨 - 두부군
- 노라가미 - 유키네
- 노부나가 더 풀 - 도요토미 히데요시
- 노부나가 콘체르토 - 오다 노부나가/아케치 미쓰히데
- 니세코이 - 마이코 슈
- 다이아몬드 에이스 - 나루미야 메이
- 도쿄 구울 - 키리시마 아야토
- 명탐정 코난 - 이토 요시후미
- 모두 모여라! 팔콤학원 - 아돌 크리스틴
- 바라카몬 - 칸자키 코스케
- 버디 컴플렉스 - 프롬 반타레이
- 블랙 불릿 - 사토미 렌타로
- 스트라이크 더 블러드 - 아마츠카 코우
- 스페이스 댄디 - 프린스
- 신들의 장난 - 아누비스 마아트
- 아오하라이드 - 마부치 코우
- 어쩐지 베로니카 - 츠토무
- 월드 트리거 - 미쿠모 오사무
- 일곱 개의 대죄 - 멜리오다스
- 크레용 신짱 - 택배 배달원/불륜남
- 페어리 테일 신시리즈 - 리온 바스티아
- 하이큐!! - 코즈메 켄마
- 호오즈키의 냉철 - 미나모토노 요시츠네
- 흐린 하늘에 웃다 - 쿠모 소라마루
- 흑집사 Book of Circus - 피니안

2015년
- 노라가미 ARAGOTO - 유키네
- 니세코이 2기 - 마이코 슈, 닥터 마이코
- 닌타마 란타로 23기 - 하마 슈이치로
- 다이아몬드 에이스 2nd 시즌 - 나루미야 메이
- 도쿄 구울 √A - 키리시마 아야토
- 듀라라라!!x2 승 - 유마사키 워커
- 듀라라라!!x2 전 - 유마사키 워커
- 모두 모여라! 팔콤학원 SC - 아돌 크리스틴
- 방과후의 플레이아데스 - 미나토의 동급생
- 아르슬란 전기 - 은가면 히르메스
- 우시오와 토라 - 쥬로
- 원펀맨 - 음속의 소닉
- 월드 트리거 도망자편 - 미쿠모 오사무
- 진격! 거인 중학교 - 에렌 예거
- 창궁의 파프너 EXODUS - 니시오 아키라
- 탐정팀 KZ 사건노트 - 스나하라 카케루
- 포켓몬스터 XY 특별편 -최강 메가 진화 ACT IV- - 지가르데 코어
- 포켓몬스터 XY&Z - 시트론, 지가르데 코어 Z1/푸니짱, Z2
- 하이스쿨 DxD Born - 효도 잇세이
- 하이큐!! 2기 - 코즈메 켄마
- 혈계전선 - 마틴
- DIABOLIK LOVERS MORE BLOOD - 사카마키 카나토
- K RETURN OF KINGS - 토츠카 타타라

2016년
- 갑철성의 카바네리 - 타쿠미
- 기분 나쁜 모노노케안 - 아시야 하나에
- 나의 히어로 아카데미아 - 토도로키 쇼토
- 닌타마 란타로 24기 - 하마 슈이치로
- 듀라라라!!x2 결 - 유마사키 워커
- 디멘션 W - 하루카 시마이야
- 바나냐 - 바나냐
- 아르슬란 전기 풍진난무 - 은가면 히르메스
- 역전재판 - 나루호도 류이치
- 일곱 개의 대죄 성전의 전조 - 멜리오다스
- 조커 게임 - 하타노/시마노 료스케
- 죠죠의 기묘한 모험 다이아몬드는 부서지지 않는다 - 히로세 코이치 & 에코즈
- 츠키우타 THE ANIMATION - 시와스 카케루
- 키즈나이버 - 아가타 카츠히라
- NORN9 노른+노넷 - 유이가 카케루
- Occultic;Nine - 가몬 유타
- SERVAMP - 쿠로

2017년
- 진격의 거인 2기 - 에렌 예거

2018년
- 진격의 거인 3기 1쿨 - 에렌 예거

2019년
- 앙상블 스타즈! - 이사라 마오
- 진격의 거인 3기 2쿨 - 에렌 예거

2020년
- 진격의 거인 파이널 1쿨 - 에렌 예거

2022년
- 진격의 거인 파이널 2쿨 - 에렌 예거

#### OVA/OAD
2009년
- 헬싱 OVA - 동안신부

2010년
- 그랄 기사단 Evoked THE Beginning Black - 나일
- 벚꽃사중주 ~별의 바다~ OAD1 - 히이즈미 아키나
- 에어기어 검은날개와 잠자는 숲 -Break on the sky- Trick1 OVA - 카논

2011년
- 그랄 기사단 Evoked THE Beginning White - 나일
- 벚꽃사중주|벚꽃사중주 ~별의 바다~ OAD2, 3 - 히이즈미 아키나
- 베이비 프린세스 3D Paradise Love 0 - 요타로

2012년
- 사쿠라 대전 카나데구미 - 도호 겐자부로
- 수수께끼 그녀 X]] OVA -수수께끼의 여름축제- - 우에노 코헤이
- 액셀 월드 #EX01 Reverberation；잔향 - 아리타 하루유키
- 액셀 월드 OVA - 은빛 날개의 각성 - - 아리타 하루유키
- 이 남자, 인어 주웠습니다. - 카와우치 시마
- 일발필중!! 데반다 - 데반다
- 하이스쿨 D×D OVA1 - 효도 잇세이

2013년
- 로큐브! 토모카의 딸기 선데이 - 하세가와 스바루
- 벚꽃사중주 ~달밤에 울다~ OAD1 - 히이즈미 아키나
- 액셀 월드 #EX02 Vacation；온천 - 아리타 하루유키
- 진격의 거인 3.5 - 에렌 예거
- 페어리 테일 OVA5 두근두근 류우제츠 랜드 - 리온 바스티아
- 하이스쿨 D×D OVA2 - 효도 잇세이

2014년
- 노라가미 OAD1 신내림 신의 재앙 - 유키네
- 노라가미 OAD2 봄날의 약속 - 유키네
- 니세코이 OAD1 - 마이코 슈
- 벚꽃사중주 ~달밤에 울다~ OAD2, 3 - 히이즈미 아키나
- 아오하라이드 OAD1 「- unwritten -」 - 마부치 코우
- 아오하라이드 OAD2 「PAGE.13」 - 마부치 코우
- 진격의 거인 3.25 - 에렌 예거
- 진격의 거인 3.75 - 에렌 예거
- ZYPHER - 메이사

2015년
- 4월은 너의 거짓말 OAD - 아이자 타케시
- 노라가미 OAD3 야토신 연쇄 살인 사건 - 노라가미 서스펜스 극장 - 유키네
- 니세코이 OAD2, 3 - 마이코 슈
- 듀라라라!!x2 OVA 4.5 내 마음은 냄비모양 - 유마사키 워커
- BROTHERS CONFLICT OVA2 발렌타인 데이 - 아사히나 와타루
- 일곱 개의 대죄 OAD2 영웅들의 장난 - 멜리오다스
- 창세의 아쿠에리온 EVOL - 아마타 소라
- 하이스쿨 D×D NEW OVA - 효도 잇세이
- 하이스쿨 D×D BORN OVA - 효도 잇세이
- 하이큐!! OAD 리에프 배알! - 코즈메 켄마
- 호오즈키의 냉철 OAD1 - 미나모토노 요시츠네
- 흑집사 Book of Murder - 피니안
- DIABOLIK LOVERS OAD - 사카마키 카나토

2016년
- 노라가미 OAD4 함께 사진을 - 유키네
- 니세코이 OAD4 - 닥터 마이코
- 듀라라라!!x2 OVA 19.5 듀후후후!! - 유마사키 워커
- 아인 File:00 나카무라 신야 사건 - 나카무라 신야
- 원펀맨 OVA3 일이 너무 꼬이는 닌자 - 음속의 소닉
- 종말의 세라프 OAD 흡혈귀 샤하르 - 샤하르

#### 극장판 애니메이션
2010년
- 극장판 이나즈마 일레븐 최강군단 오우거의 습격 - 이치노세 카즈야, 부보 트랜거스
- 창궁의 파프너 HEAVEN AND EARTH - 니시오 아키라
- 초정영판 SD 건담 삼국전 ~Brave Battle Warriors~ - 유비 건담

2011년
- 극장판 이나즈마 일레븐 GO 궁극의 인연 그리폰 - 후도 아키오
- 토와노쿠온 - 카오루

2012년
- 극장판 썬더일레븐 GO VS 골판지 전사 W - 하이바라 유우야, 후도 아키오
- 베르세르크: 황금시대 편 Ⅰ - 패왕의 알 - 주도
- 베르세르크: 황금시대 편 Ⅱ - 돌도레이 공략 - 주도
- 청의 엑소시스트 - 미와 코네코마루
- BLOOD-C The Last Dark - 후지무라 슌

2013년
- 꽃이 피는 첫걸음 HOME SWEET HOME - 타네무라 코우이치
- 베르세르크: 황금시대 편 Ⅲ - 강림 - 주도

2014년
- K MISSING KINGS - 토츠카 타타라
- 극장판 이나즈마 일레븐 초차원 드림 매치 - 후도 아키오
- 산타 컴퍼니 - 벨 크리스탈
- 요괴워치 탄생의 비밀이다냥! - 후유냥, 데카냥, 다크냥
- 진격의 거인 전편 ~ 홍련의 화살 ~ - 에렌 예거
- 극장판 포켓몬스터 XY: 파괴의 포켓몬과 디안시 - 시트론
- 피카츄, 이건 무슨 열쇠? - 시트론

2015년
- 감바의 대모험 - 감바
- 요괴워치 엔마 대왕과 5개의 이야기이다냥! - 후유냥, 다크냥
- 진격의 거인 후편 ~ 자유의 날개 ~ - 엘런 예거
- 하이큐!! 전편 끝과 시작 - 코즈메 켄마
- 포켓몬 더 무비 XY: 후파 : 광륜의 초마신 - 시트론, 지가르데 코어 Z1/푸니짱

2016년
- 아인 -충돌- - 나카무라 신야
- 액셀 월드 INFINITE∞BURST - 아리타 하루유키
- 예전부터 계속 좋아했어 ~고백실행위원회~ - 모치즈키 소우타
- 포켓몬 더 무비 XY&Z: 볼케니온과 기교의 마기아나 - 시트론
- 학살기관 - 알렉스
- 예전부터 계속 좋아했어: 고백실행위원회

2017년
- 흑집사: 북 오브 더 아틀란틱 - 피니안
- 쏘아올린 불꽃, 밑에서 볼까? 옆에서 볼까? - 미노루
- 블레임
- 흐린하늘에웃다 외전 결별, 야마이누의 맹세
- 극장판 하이카라씨가 간다 전편 베니오, 꽃의 17세
- 고질라: 괴수행성
- 갑철성의 카바네리 총집편 후편 불타는 생명

2018년
- 이별의 아침에 약속의 꽃을 장식하자 - 크림
- 극장판 진격의 거인 2기: 각성의 포효 - 에렌 예거
- 극장판 일곱 개의 대죄: 천공의 포로 - 멜리오다스
- 흐린하늘에웃다 외전 벚꽃, 천망의 가교
- 극장판 히라가나 남자 ~서~
- 고질라: 결전기동증식도시
- 극장판 하이카라씨가 간다 후편 꽃의 동경대 로망
- 극장판 SERVAMP 서뱀프 Alice in the Garden
- 나의 히어로 아카데미아 더 무비: 두 명의 히어로

2019년
- 날씨의 아이
- 내일 세상의 종말이 올지라도

2022년
- 원피스 필름 레드
- 거울 속 외딴 성 - 우레시노

2024년
- 극장판 하이큐!! 쓰레기장의 결전 - 코즈메 켄마
- 진격의 거인 더 라스트 어택 - 에렌

2025년
- 배트맨 닌자 대 야쿠자 리그 - 로빈

#### WEB 애니메이션
2011년
- 무장중학생 - 쿠로베 카즈키

2014년
- 공각기동대 ARISE 채널5.5 - 바토
- 노다메 칸타빌레 채널5.5 - 치아키 신이치
- 스시 닌자 - 연어알
- 신라만상 ~천지신명의 장~ - 아폴로

2015년
- 슈퍼쇼트코믹스 - 타나카 군
- 오시리스의 천칭 - 암살자 T

2016년
- 오시리스의 천칭 2기 - 암살자 T

### 영화
2011년
- 카미보이스 - 시라이케 유우

### 드라마
2025년
- 넘버원전대 고쥬저 - 거신 테가소드, 나레이션

### 외화
애니메이션
- 루비 글룸 - 스케어디
- 마이펫의 이중생활 - 노먼
- 배트맨 고담나이트 - B데빌
- 스타워즈/클론전쟁 - 코키
- 큐리어스 조지 - 배달원1

드라마
- 가면라이더 드래곤나이트 - 트렌트 모즐리(테일러 에머슨)
- 가십걸 - 에릭 반 더 우드슨(코너 파올로)
- 내일도 칸타빌레 - 이윤후(박보검)
- 더 라스트 쉽 - 통신병 메이슨(크리스 셰필드)
- 뱀파이어 베이비시터 - 이단 모건(매슈 나이트)
- 일지매 - 차돌
- 잭과 코디, 우리집은 호텔 스위트 룸 - 안토니오(마크 인델리카토)
- 제리코 - 데일 터너(에릭 너드슨)
- 크리미널 마인드 - 케빈 린치(니콜라스 브랜든)
- 테일러는 12살
- 한나 몬타나
- CSI: 마이애미 ※s04e15
- CSI: 뉴욕 ※s04e10
- 하와이 파이브-O ※s04e08, s04e22
- House M.D. ※s02e19
- LOST - 데이비드 셰퍼드(딜런 미넷)
- Medium ※s03e15, s04e02
- THE O.C. - 브래드 워드(웨인 달글리시)

영화
- 감시자들 - 다람쥐(준호)
- 라이프 애프터 베스 - 자크 오프만(데인 드한)
- 명량 - 수봉(박보검)
- 부기맨2 - 폴(조니 시먼스)
- 싸인 시커: 여섯 개의 빛을 찾아서 - 로빈 스탠튼(에드먼드 엔틴)
- 아이 러브 유, 베스 쿠퍼 - 데니스 쿠버만(폴 러스트)
- 올모스트 페이머스
- 킷 키트리지: 언 아메리칸 걸 - 윌 셰퍼드(맥스 시리엇)
- 트릴로퀴스트 - 놀베르트(록키 마퀘트)
- 퓨리 - 노먼 앨리슨(로건 러먼)
- 프라이트 나이트 2 - 찰리 브루스터(윌 페인)
- 피막 - 핑(숀 진다촛)
- 협녀, 칼의 기억 - 율(준호)

### 게임
2004년
- 제국천전기 - 쇼우란

2005년
- 리얼라이즈 -Panorama Luminary- - 젠
- 신선조 〜막말환상연애기담〜 - 타니 슈헤이
- 팬텀 킹덤

2006년
- 코코칸 - Pidog,Moos

2007년
- 사각 탐정 공의 세계 〜Thousand Dreams〜 - 쿠우
- 소울 크레이들 - 세계를 삼키는 자- - 코호트

2008년
- 카누치 : 흰색 날개의 장 - 쿠가미 타카마하라
- 크림슨 엠파이어|크림슨 엠파이어 〜Circumstance to serve a noble〜 - 코르드나드 베넷사
- 티어스 투 티아라 -화관의 대지-
- 환상수호전 티어크라이스 - 주인공
- LIFE with IDOL - 아마미 유우

2009년
- 사랑하는 나의 왕자님 - 마치다
- 아가레스트 전기ZERO - 레오니스
- 카누치 : 검은 날개의 장 - 쿠가미 타카마하라
- 이나즈마 일레븐2 경이의 침략자 파이어/블리자드 - 이치노세 카즈야, 후도 아키오
- 크림슨 로얄 〜Circumstance to serve a noble〜 - 코르드나드 베넷사
- 키즈아토 - 아베 타카유키
- 파이널 판타지 XIII - 호프 에스트하임
- 흑집사 : 팬텀 앤 고스트 - 피니안
- LIFE with IDOL 2 -기계의 카나리아- - 아마미 유우
- Lucian Bee's RESURRECTION SUPERNOVA - 리 카토루

2010년
- 갓이터 버스트 - 오가와 슌
- 노래의☆왕자님♪ - 쿠루스 카오루
- 동경 모노하라시 카라스노모리 학원기담 - 시쿠마
- 듀라라라!! 3way standoff - 유마사키 워커
- 맹수 조련사와 왕자님 - 에릭
- 아가레스트 전기ZERO Dawn of War - 레오니스
- 아스카! ~우리들 세이토 고교 야구단~ - 소라타니 히카루
- 안티포나의 성가히메 ~천사의 악보 Op.A~ - 루이스, 루이루이
- 연애번장 - 프리티 번장
- 이나즈마 일레븐3 세계로의 도전!! 스파크/봄버 - 이치노세 카즈야, 후도 아키오
- 카누치 : 두개의 날개 - 쿠가미 타카마하라
- 하라주쿠 탐정학원 스틸우드 - 미사토 히비키
- 화이트 앨범 2 -introductory chapter- - 오기소 타카히로
- BLUE ROSES 〜요정과 푸른 눈의 전사들〜 - 로쉐
- Lucian Bee's ~EVIL VIOLET~ - 리 카토루
- Lucian Bee's ~JUSTICE YELLOW~ - 리 카토루
- SD건담 삼국전 Brave Battle Warriors 진미리샤대전 - 유비 건담
- STORM LOVER - 토라타니 릿카

2011년
- 갓이터 버스트 - 오가와 슌
- 골판지전기 - 하이바라 유우야
- 나노 다이버 - 나노 다이버
- 노래의☆왕자님♪ Repeat - 쿠루스 카오루
- 데빌 서바이버 오버 클록 - 타카기 케이스케
- 듀라라라!! 3way standoff "mob" - 유마사키 워커
- 레이튼 교수와 기적의 가면 - 블루마일
- 로큐브! - 하세가와 스바루
- 마법소녀 리리컬 나노하A's PORTABLE -THE GEARS OF DESTINY- - 토마 아베니르
- 맹수 조련사와 왕자님 Portable - 에릭
- 맹수 조련사와 왕자님 ~Snow Bride~ - 에릭
- 문명개화 규좌이문록 - 아라카네 린
- 안젤리크 마연의 6기사 - 쇼나
- 이나즈마 일레븐 GO 샤인/다크 - 미나미사와 아츠시, 후도 아키오
- 이나즈마 일레븐 스트라이커즈 - 후도 아키오, 이치노세 카즈야, 히트, 부보 트랜거스
- 이나즈마 일레븐 스트라이커즈 2012 익스트림 - 미나미사와 아츠시, 후도 아키오, 이치노세 카즈야, 히트, 부보 트랜거스
- 자, 출진! 연전 - 이시다 미츠나리
- 전율의 스트라타스 - 우사미 마코토
- 청의 엑소시스트 The Flame Carnival - 미와 코네코마루
- 최후의 약속의 이야기 - 카인
- 투하트 2 Dungeon Travelers - 코우노 타카아키
- 투하트 2 DX PLUS - 코우노 타카아키
- 파이널 판타지 XIII-2 - 호프 에스트하임
- 파이널 판타지 영식 - 에이스
- 화귀 ~사랑이 시작될 때 영원의 증표~ - 하야사키 미나하
- STAR DRIVER 빛의 타쿠토 은하미소년 전설 - 타쿠미 타케오(소드 스타)
- STORM LOVER 나츠코이! - 토라타니 릿카
- TOKYO 야마노테 BOYS HONEY MILK - 루시
- TOKYO 야마노테 BOYS SUPER MINT - 루시
- TOKYO 야마노테 BOYS DARK CHERRY - 루시

2012년
- 골판지 전기 W - 하이바라 유우야
- 그림 더 바운티 헌터 - 크로네 프로슈
- 데빌 서머너 소울 해커스 - 유이치
- 마기 -운명의 미궁- - 알리바바 사르쟈
- 맹수 조련사와 왕자님 ~Snow Bride~ Portable - 에릭
- 문명개화 규좌이문록 재연 - 아라카네 린
- 백귀야행 ~괴담 로맨스~ - 타츠타 쿄스케
- 사랑은 교칙에 얽매이지 않아! - 아사기리 아츠시
- 액셀 월드 -은빛날개의 각성- - 아리타 하루유키
- 엑스 트루퍼즈 - 브레인 터너
- 연애번장 2 Midnight Lesson! - 프리티 번장
- 요메코레(신부 콜렉션) - 시오도메 이쿠
- 이나즈마 일레븐 GO 스트라이커즈 2013 - 후도 아키오, 폭스, 쟝루카 저날디, 류 스케일, 미나미사와 아츠시
- 이나즈마 일레븐 GO2 크로노스톤 열풍/뇌명 - 오키타 소지
- 이스 셀세타의 수해 - 아돌 크리스틴
- 전국대전 -15XX 고키시치도의 수컷- - 호죠 우시마사, 시마즈 이에히사, 모리 다카모토, 사가라 요시아키
- 전국대전 -1582 일륜, 혼노지에서 솟다- - 이사다 미츠나리, 토요토미 히데나가, 오니니와 츠나모토, SS오다 킷포시
- 청의 엑소시스트 환상의 미궁(라비린스) - 미와 코네코마루
- 페어리 테일 제레프 각성 - 리온 바스티아
- 폭탄★판단 - 와카사 토와
- 화귀 ~계속되는 꿈~ - 하야사키 미나하
- 화이트 앨범 2 행복의 저편 - 오기소 타카히로
- 환상수호전 이어지는 백년의 시간 - 제폰
- BLACK WOLVES SAGA -Bloody Nightmare- - 라스 보가드
- BLACK WOLVES SAGA -Last Hope- - 라스 보가드
- BROTHERS CONFLICT PASSION PINK - 아사히나 와타루
- DIABOLIK LOVERS - 사카마키 카나토
- L.G.S ~신설 봉신연의~ - 태공망
- STORM LOVER]] 카이! - 토라타니 릿카
- TOKYO 야마노테 BOYS SWEET JELLY BEANS - 루시
- TOKYO 야마노테 BOYS BLACK VANILLA - 루시
- UNDER NIGHT IN-BIRTH - 세토
- VAMPIRE SWEETIE - 아르제논

2013년
- 골판지 전기 WARS - 하이바라 유우야
- 라이트닝 리턴즈 파이널 판타지 XIII - 호프 에스트하임
- 레이튼 교수와 초문명 A의 유산 - 블루마일
- 로큐브! 비밀의 유실물 - 하세가와 스바루
- 마기 -시작의 미궁- - 알리바바 사르쟈
- 베르세르크 ~쾌진격! 노도의 용병단~ - 쥬도
- 변태왕자와 웃지 않는 고양이 - 요코데라 요우토
- 세븐스 드래곤 2020-II
- 슈퍼로봇대전 UX - 유비 건담, 니시오 아키라
- 신격의 바하무트 - 바이트
- 신들의 악희 - 야누비스 마아트
- 신성의 그랜드 유니온 - 라펄티 쉥커
- 액셀 월드-가속의 정점- - 아리타 하루유키
- 은혼의 쌍륙 - 니이지마 로쿠히코
- 익시온 사가 DT - 영웅 D (남성)
- 잇쇼니고항 PORTABLE - 요네다 히카리
- 죠죠의 기묘한 모험 All Star Battle - 죠니 죠스타 & 터스크
- 진 여신전생 4 - 주인공
- 진격의 거인 ~인류 최후의 날개~ - 엘런 예거
- 하이스쿨 D×D - 효도 잇세이
- 하츠카레☆연애 데뷔 선언! - 모치즈키 카즈마
- 햐쿠모노가타리 ~괴담 로맨스~ - 타츠타 쿄스케
- BROTHERS CONFLICT BRILLIANT BLUE - 아사히나 와타루
- DIABOLIK LOVERS MORE BLOOD - 사카마키 카나토
- DIABOLIK LOVERS LIMITED V EDITION - 사카마키 카나토
- LORD of VERMILION 3 - 기드온
- MIND≒0 - 사쿄 카나데
- NORN9 노른+노넷 - 유이가 카케루
- STORM LOVER 2nd - 토라타니 릿카
- TOKYO 야마노테 BOYS Portable - 루시

2014년
- 갓이터 2 ANOTHER EPISODE 방위 반의 귀환 - 오가와 슌
- 괴리성 밀리언아서 - 검술형 즈후타프, 기교형 노이슈
- 금기의 마그나 - 바트
- 내 시체를 넘어서 가라 2 - 키리소노마 슈
- 노부나가 더 풀 전란의 레가리아 - 도요토미 히데요시
- 늑대 그이와 비밀스런 스캔들 - 유키미야 츠카사
- 니세코이 요메이리!? - 마이코 슈
- 도리♪카논♪ 두근두근♪콩닥콩닥♪ 비밀의 음악활동 스타트 입니다!
- 덱 메이크 밀리언 아서 - 젝스 지크프리드
- 듀라라라!! 3way standoff -alley- V - 유마사키 워커
- 로큐브! 은밀한 셔터찬스! - 하세가와 스바루]]
- 마기 Dungeon & Magic - 알리바바 사르쟈
- 마기 새로운 세계 - 알리바바 사르쟈
- 방과후 colorful * step ~문화부! ~ - 스메라기 리오
- 보이프렌드(베타) - 모리베 쿠니하루
- 브레이브 대쉬 - 드래곤 라이더
- 삼국지퍼즐대전 - 주환
- 소우룽 - 로이
- 아야카시 고항 - 이누시마 요미
- 애인은 전속 SP Love Mission - 히로스에 소라
- 야타가라스 Attack on Cataclysm - 아즈루
- 연애 이터널 학원 - 아카기 유우토
- 요괴워치 2 원조/본가 - 후유냥, 데카냥, 다크냥
- 요괴워치 2 진타 - 후유냥, 데카냥, 다크냥
- 요메코레 - 아사기리 아츠시
- 원더 플릭 - 셰이엘
- 잠입 게임 1st Story - 쿄우
- 전격문고 FIGHTING CLIMAX - 사토미 렌타로, 아리타 하루유키
- 제3차 슈퍼로봇대전 Z 시옥편 - 아마타 소라
- 젤다무쌍 - 링크
- 진격의 거인 ~인류 최후의 날개~ CHAIN - 엘런 예거
- 쵸콧토랜드(Chocotto Land) - 아레스
- 코어마스터즈 - 쥬리어스
- 판타지 스타 노바 - 요미
- 페르소나 Q 섀도우 오브 더 라비린스 - 젠
- 하이스쿨 D×D NEW FIGHT - 효도 잇세이
- 하이큐!! 연결해! 정점의 경치!! - 코즈메 켄마
- 하얀고양이 프로젝트 - 주인공
- 학원 K -Wonderful School Days- - 토츠카 타타라
- Code : Realize ~창세의 공주~ - 피니스
- DIABOLIK LOVERS VANDEAD CARNIVAL - 사카마키 카나토
- NORN9 VAR COMMONS - 유이가 카케루
- Thousand Memories - 아폴로니우스
- UNDER NIGHT IN-BIRTH Exe : Late]] - 세토

2015년
- 갓이터 2 레이지 버스트 - 오가와 슌
- 그라나도 에스파다 - 사리엘 위즐리
- 그랑블루 판타지 - 바이트
- 꿈 왕국과 잠자는 100명의 왕자님 - 하츠
- 노라가미 ~신과 인연~ - 유키네
- 닌자, 사랑에 빠져 -설월화연 그림책- - 우키타 요시이에
- 듀라라라!! Relay - 유마사키 워커
- 듀라라라!! the Underside - 유마사키 워커
- 맹수 조련사와 왕자님 ~Flower & Snow~ - 에릭
- 박앵귀 진개 바람의 장 - 소마 카즈에
- 사랑하는 시키가미 - 미나미 치나츠
- 사랑하는 왕자님 - 해롤드
- 세븐스 드래곤 III Code: VFD - 에구르, 캐릭터메이크
- 신들의 악희 Infinite - 야누비스 마아트
- 아르슬란 전기 X 무쌍]] - 히르메스
- 아야카시고항 ~오오모릿!~ - 이누시마 요미
- 아야카시고항 ~오카와릿!~ - 이누시마 요미
- 앙상블 스타즈! - 이사라 마오
- 올탄시아 사가 -창의 기사단- - 세실
- 요괴워치 푸니푸니 - 후유냥
- 요메코레 - 멜리오다스
- 월드 트리거 보더리스 미션 - 미쿠모 오사무
- 일곱 개의 대죄 진실의 원죄 - 멜리오다스
- 일곱 개의 대죄 주머니 속의 기사단 - 멜리오다스
- 전격문고 FIGHTING CLIMAX IGNITION - 사토미 렌타로, 아리타 하루유키
- 전국수라 SOUL - 사나다 노부시게
- 제3차 슈퍼로봇대전 Z 시옥편 - 아마타 소라
- 죠죠의 기묘한 모험 Eyes of Heaven - 죠니 죠스타 & 터스크
- 진격의 거인 반타 ATTACK ON TYPING - 에렌 예거
- 크로노스 블레이드 - 남자 주인공
- 테일즈 오브 제스티리아 - 안 토르메
- 파이어 엠블렘 if - 타쿠미
- 하얀고양이 프로젝트 - 주인공, 멜리오다스
- 학원 K -Wonderful School Days- V Edition - 토츠카 타타라
- 호시카레Days
- Dash!! 스시 닌자 - 연어알
- DIABOLIK LOVERS DARK FATE - 사카마키 카나토
- DIABOLIK LOVERS MORE, BLOOD LIMITED V EDITION - 사카마키 카나토
- HOUNDS - 남성 캐릭터 보이스
- KLAP!! ~ Kind Love And Punish - 스오 소스케
- NORN9 LAST ERA - 유이가 카케루
- PSYCHO-PASS 사이코 패스 선택 없는 행복 - 알파
- UNDER NIGHT IN-BIRTH Exe : Late[st] - 세토

2016년
- 나의 히어로 아카데미아 Battle For ALL - 토도로키 쇼토
- 닐·아드미라리의 천칭 제도환혹기담 - 오자키 하야토
- 만약 이 세계에 신이 있다고 한다면 - 사시노 슈리
- 박앵귀 진개 꽃의 장 - 소마 카즈에
- 브레스 오브 파이어 6 백룡의 수호자들 - 남자주인공
- 요괴삼국지 - 후유냥 조조
- 월드 트리거 스매쉬 보더즈 - 미쿠모 오사무
- 이스 Ⅷ : 다나의 라크리모사 - 아돌 크리스틴
- 일혈만걸-ONLINE- - 미치자네
- 진격의 거인 - 에렌 예거
- 진 여신전생 IV FINAL -플린
- 천하통일 사랑의 난 Love Ballad - 도쿠가와 이에야스
- 하이큐!! Cross team match! - 코즈메 켄마
- BEAST Darling! ~짐승귀 남자와 비밀의 기숙사~ - 쿠죠 시시오
- BLACK WOLVES SAGA -Weiβ und Schwarz- - 라스 보가드
- BROTHERS CONFLICT PRECIOUS BABY - 아사히나 와타루
- Collar×Malice - 오카자키 케이
- DIABOLIK LOVERS LUNATIC PARADE - 사카마키 카나토
- NORN9 ACT TUNE - 유이가 카케루
- PsychicEmotion6 - 키야 시이나
- STORM LOVER|STORM LOVER 2nd V - 토라타니 릿카

시기미정
- DIABOLIK LOVERS LOST EDEN - 사카마키 카나토
- Occultic;Nine - 가몬 유타

2017년
- 파라노말 키스 - 이치조 테토라

2021년
- 기계전대 젠카이저 - 가온 / 젠카이 가온

### 라디오
퍼스널리티
- 오버 드라이브 스페셜 (Over Drive SPECIAL) (닛폰방송 : 2007년 5월 20일)
- 시모노 히로 & 카지 유우키의 Radio Misty (인터커뮤니케이션즈 HP : 2008년 7월 4일 ~ 2010년 11월 26일)
- 라이프 위드 아이돌 Presents! 아이돌 온 더 라디오! (애니메이트 TV : 2008년 8월 28일 - 2008년 10월 16일)
- 유우키와 츠바사의 병아리 (애니메이트 TV : 2008년 10월 3일 - 현재)
- STB 사쿠라신마치 동네방송 (애니메이트 TV : 2008년 10월 3일 - 2009년 3월 19일)
- 흑집사 팬텀 미드나잇 라디오 「라디오 엑스트라 사이드」 (애니메이트 TV : 2008년 12월 25일 - 2009년 11월 19일)
- VOICE CREW (NACK5 : 2009년 4월 5일 - 2010년 3월 28일)
- 라이프 위드 아이돌 Presents! 돌아온 아이돌 온 더 라디오! (온센 : 2009년 5월 15일 - 2009년 8월 21일)
- 카지 유우키의 페이스! (FM 고베 : 2009년 7월 10일 - 2010년 1월 29일)
- 나일과 호쿠토의 그랄학원 방송부 (란티스 : 2009년 9월 18일 - 2011년 12월 10일)
- 모리쿠보 쇼타로・테라시마 타쿠마・카지 유우키 ★★★ 프로듀스 (아니메이트 TV : 2010년 5월 21일 - 2011년 10월 3일)
- 흑집사Ⅱ 팬텀 파티 나이트 ~한밤중의 가면무도회~ (애니메이트 TV : 2010년 8월 4일 - 2010년 11월 11일)
- 소위다실자쿠로 (란티스 : 2010년 8월 13일 - 2010년 12월 29일)
- 야마토 카레시 라디오 (니코니코 생방송 : 2010년 8월 20일 - 2011년 4월 22일)
- 디스토피아 라디오 NO.6 (온센 : 2011년 6월 23일 - 2012년 2월 16일)
- 길티 크라운 라디오 카운슬 (온센 : 2011년 10월 7일 - 2012년 3월 23일)
- 전국대전하극상 (공식 홈페이지 : 2011년 11월 1일 - 2012년 11월 11일)
- 마기라지 ~캐러밴~ (애니메이트 TV : 2012년 9월 30일 - 2013년 4월 21일)
- 진격의 거인 라디오 ~카지와 시모노의 나아가라! 전파군단~ (온센 : 2013년 4월 1일 - 2015년 9월 28일)
- 벚꽃사중주 웹라디오 「목요일부터 밤벚꽃」 (애니메이트 TV : 2013년 9월 12일 - 2013년 12월 19일)
- 카지 유우키의 혼잣말 (초!A&G+ : 2014년 4월 13일 - 현재)
- 아오하라디오 (온센 : 2014년 7월 9일 - 2014년 10월 1일)
- 진격! 거인중학교 방과 후 라디오 (2015년 10월 12일 - 2016년 3월 21일)
- 길티 크라운 라디오 카운슬 리바이벌 (온센 : 2016년 4월 8일 - 2016년 4월 22일)

게스트
- 논코와 노비타의 아니메 스크램블 834회 (초!A&G+ : 2007년 4월 6일) ※ 라디오 첫 출연
- 마루나비 138회, 139회 (초!A&G+ : 2007년 5월 15일 - 2007년 5월 22일)
- 도쿄아니메센터 라디오 60회 (초!A&G+ : 2007년 5월 23일)
- 휘아츠우 (F.E.A.R.공식사이트 : 2008년 2월)
- 흑집사 팬텀 미드나잇 라디오 「라디오 블랙 사이드」 0회 (애니메이트 TV : 2008년 9월 18일)
- 보이스 크루 600회 (NACK5 : 2008년 10월 5일)
- 주간 라G오 판타지 ~테라시마 타쿠마의 선전 회의~ 6회 (애니메이트 TV : 2008년 10월 23일)
- 세키 토모카즈・나가사와 미키의 라디오 빅뱅 (초!A&G+ : 2008년 11월 2일, 16일, 23일)
- 환상수호전 모여라! 108성! 13회 (공식 홈페이지 : 2008년 11월 19일)
- 논코와 노비타의 아니메 스크램블 917회 (초!A&G+ : 2008년 11월 7일)
- 이와타 미츠오・스즈무라 켄이치 스위트 이그니션 296회 (라디오 오사카 : 2008년 12월 2일)
- 모리쿠보 쇼타로・테라시마 타쿠마 ☆☆☆ 프로듀스 15회 - 17회, 32회 - 36회 (애니메이트 TV : 2009년 10월 26일 - 2009년 11월 9일, 2010년 2월 19일 - 2010년 3월 19일)
- 미라클☆트레인 라디오 ~차장실에 어서 오세요~ 10회, 11회 (공식 홈페이지 : 2009년 12월 5일 - 2009년 12월 12일)
- 맛승! 0회, 1회 (애니메이트 TV : 2009년 12월 25일 - 2010년 1월 8일)
- 흑집사 팬텀 미드나잇 라디오 「라디오 블랙 사이드」 15회 (애니메이트 TV : 2009년 12월 3일)
- 테라G오 판타지 -매거진 사이드- 5회 (애니메이트 TV : 2010년 2월 18일)
- 테라G오 판타지 -코믹스 사이드- 5회 (애니메이트 TV : 2010년 2월 26일)
- 보이스 크루 680회 (NACK5 : 2010년 4월 18일)
- 듀라라라!!라디오 줄여서 듀라라디오!! 7회 (애니메이트 TV : 2010년 5월 21일)
- 밤의 선라이즈 아워 37회, 38회 (SEED CLUB : 2010년 6월 10일 - 2010년 6월 24일)
- STORM LOVER 경보 5회 (온센 : 2010년 9월 30일)
- 청의 엑소시스트 라디오 모두 함께 사탄을 물리치자! 8회, 9회, 15회, 16회, 26회 (HiBiKi Radio Station : 2011년 6월 5일, 2011년 6월 12일, 2011년 7월 24일, 2011년 7월 31일, 2012년 2월 26일)
- 꽃이 피는 첫걸음 호롱 라디오 꽃색 방송국 13회 (Hibiki Radio Station : 2011년 7월 1일)
- TOKYO 야마노테 BOYS 웹 라디오「야마노테 스테이션」 8회, 9회 (애니메이트 TV : 2011년 7월 29일 - 2011년 8월 12일)
- 노이타미나 WEB 라디오 28회 (공식 홈페이지 : 2011년 8월 11일)
- 스쿠에니찬! 5회 (스퀘어에닉스 : 2011년 11월 3일)
- 노이타미나 WEB 라디오 37회 (공식 홈페이지 : 2011년 11월 3일)
- A＆G 초 RADIO SHOW ～애니스파!～ 411회 (초!A&G+ : 2012년 2월 18일)
- 도S 흡혈라디오 디아볼릭 러버즈 4회 (니코니코 생방송 : 2012년 4월 9일)
- 액셀 월드 ～가속하는 라디오～ 12회 (라디오 오사카 : 2012년 6월 3일)
- 베르세르크 라디오「매의 단 권유부」 20회 (애니메이트 TV : 2012년 6월 8일)
- 소드 아트 온 에어 8회 (초!A&G+ : 2012년 7월 30일)
- A＆G 초 RADIO SHOW ～애니스파!～ 439회 (초!A&G+ : 2012년 9월 1일)
- 토요나가 토시유키・우치야마 코우키의 주간 Soundwing ~오토와 편집부~ 23회 (초!A&G+ : 2012년 9월 8일)
- 익시온 사가 PR 11회 (HiBiKi Radio Station : 2013년 2월 12일)
- 브라더스 컨플릭트 라디오 선라디오 레지던스 6회, 15회 (애니메이트 TV : 2013년 4월 25일, 2013년 9월 12일)
- [혁명기 발브레이브 라디오 14회 「이츠이쿠 요시마사」 , 22회 「누군가 하노인을 발견하신 분은 이쪽으로」 (공식 홈페이지 : 2013년 8월 26일, 2013년 11월 18일)
- 이 남자, 라디오에서 말합니다 3회 (애니메이트 TV : 2013년 10월 11일)
- 스와베 준이치의 생방송! (초!A&G+ : 2014년 1월 1일)
- NORN9 노른+노넷 웹라디오 노른 방송국 5회, 6회 (애니메이트 TV : 2014년 1월 10일 - 2014년 1월 24일)
- 키리시마 레이 Navigates 사와시로 미유키의 Radio Drive! 16회, 17회 (초!A&G+ : 2014년 1월 17일 - 2014년 1월 24일)
- 호오즈키의 냉철 웹라디오 『사람에게 엄격하게』 5회 (애니메이트 TV : 2014년 2월 8일)
- 니세코이 라디오 16회 (공식 홈페이지 : 2014년 5월 2일)
- 서뱀프 스페셜 라디오 (애니메이트 TV : 2014년 7월 26일, 2014년 12월 1일)
- 라디오 일곱 개의 대죄 <돼지의 모자>주점 호크토크 0회, 1회, 14회, 27회, 28회 (HiBiKi Radio Station : 2014년 9월 24일, 2014년 10월 1일, 2015년 1월 7일, 2015년 4월 8일, 2015년 4월 15일)
- 다이아몬드 에이스 ~인터넷 코시엔~ 59회, 60회 (온센 : 2014년 11월 18일 - 2014년 11월 25일)
- 하이큐!! 카라스노고교방송부! 18회 (공식 홈페이지 : 2015년 2월 8일)
- TOKYO FM 『아폴론★』 카지 유우키의 요미키카세 (도쿄FM : 2015년 2월 16일 - 2015년 2월 19일)
- 니세코이： 라디오 14회 (공식 홈페이지 : 2015년 6월 26일)
- 아르슬란 전기 ~라디오・야샤스인！ 12회 (온센 : 2015년 6월 29일)
- 하야시바라 메구미의 도쿄 부기 나이트 1223회 (TBS 라디오 : 2015년 10월 4일)
- Ｋ of Radio Go！！ 7회 (애니메이트 TV : 2015년 11월 27일)
- 라디오 일곱 개의 대죄 <돼지의 모자>주점 호크토크 특별편 (HiBiKi Radio Station : 2015년 12월 30일)
- 일곱 개의 대죄 라디오 「7분의 대죄」 1회 - 4회 (HiBiKi Radio Station : 2016년 1월 6일 - 2016년 1월 27일)
- 키즈나이버 라디오 「키즈나비」 1회 (HiBiKi Radio Station : 2016년 4월 11일)
- 죠죠의 기묘한 모험 라디오 「모리오쵸 RADIO 4 GREAT」 1회, 2회 (HiBiKi Radio Station : 2016년 4월 15일 - 2016년 4월 29일)
- NHK 고교 강좌 「일의 현장 real」 5회 (NHK 제2라디오 : 2016년 5월 5일)